# Małyj Załaniw
Małyj Załaniw (ukr.  Малий Заланів) – wieś na Ukrainie, w  obwodzie iwanofrankiwskim, w rejonie rohatyńskim.